# Uwe Huppers
Uwe Huppers (* 29. März 1955 in Moers) ist ein ehemaliger Schwimmer der Wasserfreunde Wuppertal e. V. Er ist mehrmaliger Deutscher Meister im Brustschwimmen und Lagenschwimmen und vielfacher Deutscher Meister mit den Staffeln der Wasserfreunde Wuppertal. Er hat von 1970 bis 1978 fünfzehn Länderkämpfe für Deutschland bestritten.
Von 1978 bis 1981 arbeitete er als Jugendtrainer der Wasserfreunde. In dieser Zeit trainierte er Simone Osygus im Olympiastützpunkt Wuppertal.